# マグヌス (プロレスラー)
マグヌス（Magnus、1993年2月17日 - ）は、メキシコのプロレスラー。
本名、アントニオ・クリスティアン・サラサール・ロペス（Antonio Cristian Salazar López）、メキシコシティ出身。
父はトニー・サラサール、叔父はドクトル・カロンテ、兄弟にアレクシス・サラサール、ウリセス・ジュニア。いとこにカリスティコ、アストロ・ボーイ、アルゴス、アルヘニス、ドクトル・カロンテ・ジュニア2号。

## 来歴
2009年、リングデビュー。闘龍門MEXICOの自主興行などで修業を積む。
2011年2月にはCMLLに登場も短期間でインディーに戻る。
2012年1月、闘龍門MEXICOの自主興行の「Torneo Copa Dragon」優勝、5月にはNWAインターナショナル・ジュニアヘビー級王座決定ドラゴンスクランブルに出場、王座は奪取にはいたらなかった。同年10月にCMLLに入団。

## 得意技
- 619

レイ・ミステリオ・ジュニアの619と同型技。
- トペ・マグノ[1]
- スリングショット・サマーソルト・セントーン

## 獲得タイトル
闘龍門MEXICO
- Torneo Copa Dragon